# 혜산농림대학
혜산농림대학(惠山農林大學)은 고산지대의 농업과 임업의 발전을 목적으로 설립된 조선민주주의인민공화국의 대학교이다. 1959년 9월 1일에 개교하였다. 중국 국경도시인 장백현(중국조선족자치현-창바이) 근처의 압록강 건너편 500m정도 떨어진 곳인 양강도 혜산시 성후동에 위치하고 있다. 
혜산농림대학은 수십명의 박사, 교수, 부교수, 석사, 연구사들을 배출하였고 가치있는 논문과 설계, 기계제작, 육종분야의 특허들을 개발하였고, 고산지대 농업과 임업분야에서 선두자의 역할을 하고 있다. 한국 전쟁 이후 김일성은 동유럽의 러시아와 체코슬로바키아, 유고슬라비아, 폴란드, 동독, 헝가리 등에 유학생을 파견하여 임업 관련 과학기술인재를 양성하여 임업과학연구의 전문성을 가진 대학을 설립하였다. 역사와 인문학 교수들은 국내대학과 대한민국에서 북송된 교수진을 배치하였지만, 전문과목인 임업과 고산지대 농업분야 교수들은 유학생들로 첫 설립교수진을 배치하였다.
유명한 교수로는 한홍식, 김하룡, 박규삼, 이재홍 등이 있다. 설립 당시에는 혜산림업대학으로 명명되었지만, 이후에 60년대에 혜산농림대학으로 이름을 바꾸었다. 90년대에 양강대학으로 바뀌었다가 다시 혜산농림대학으로 현재에 이르고 있다.

## 조직
- 당위원회, 청년동맹, 교무행정, 연구소, 박사원, 도서관, 출판소, 대학실습농장, 경리및관리과, 운수과

## 학부와 학과
- 림산공학부 - 림산공학과, 림업설계과 , 수로운재과
- 농학부 - 농학과, 남새과, 약초과, 축산과
- 목재가공학부 - 목재가공과, 목재화학과
- 기계학부 - 농기계과, 림업기계과, 가공기계과
- 산림학부 - 산림학과, 산림육종과
- 경영학부 - 림업경영학과, 농업경영과

## 재학생
- 재학생 : 약 1500~1800명